# Sivanxai Phommalath
Sivanxai Phommalath   () és una venedora d'hortalisses que es va convertir en activista a Laos. Va ser empresonada per protestar contra el Govern de Laos perque li va expropiar les seves terres per al desenvolupament.

## Biografia
Sivanxai Phommalath es una petita venedora d'hortalisses que venia les hortalisses conreades al jardi de la seva casa al districte de Yommalath, província de Khammuane (Laos). El govern de Laos va decidir construir la presa de Nam Theun II al districte de Yommalath per generar hidroelectricitat. La seva llar i terra, com molts dels seus veïns, van ser expropiades pel Govern de Laos. Els que tenien relacions amb el govern van poder assegurar-se una bona compensació, però Sivanxai no ho va poder fer. Va rebre 900 dòlars per la seva terra i el govern va dir que era suficient per comprar un altre tros de terra prop del lloc. Ella va exigir una compensació justa, el preu de mercat de la terra.
Després que Phomalath no rebés una compensació justa per les seves terres, va tractar d'organitzar una protesta prop de la frontera de Tailàndia, que no va funcionar. Només es va presentar un petit grup de vilatans al lloc de trobada, en un pont sobre el riu Mekong. Una vegada que van arribar a casa, ella i el grup va ser arrestat i empresonat. La policia la va acusar de causar disturbis públics. Després d'una nit a la presó, els altres vilatans van ser alliberats, però Phommalath no va ser alliberada, però tampoc va ser acusada o sentenciada. Va seguir empresonada durant gairebé tres mesos abans de ser multada amb 700.000 kips (88 dòlars) i després va ser alliberada.
Després de ser alliberada de la presó va decidir lluitar contra el govern i es va establir en la seva segona parcel·la, construint una casa i pagant impostos de propietat.